# 布赖廷根
布赖廷根是德国巴登-符腾堡州的一个市镇。总面积2.89平方公里，总人口264人，其中男性131人，女性133人（2011年12月31日），人口密度91人/平方公里。